# Матеус Дуарте
Матеус Дуарте Роча (на португалски: Mateus Duarte Rocha) е бразилски футболист, който играе на поста централен защитник. Състезател на Ал Ороба.

## Кариера
На 3 август 2020 г. Дуарте е обявен за ново попълнение на софийското Локо. Дебютира на 8 август при победата с 0:2 като гост на Спортист (Своге), в мач от Втора лига. След края на кампанията Матеус напуска, но след като не успява да си намери нов отбор се завръща при "железничарите", които вече се състезават в Първа лига. Прави повторния си дебют на 10 септември при победата с 2:1 като домакин на Пирин (Благоевград).